# Iberodorcadion seoanei kricheldorffi
Iberodorcadion seoanei kricheldorffi é uma subespécie de insetos coleópteros polífagos pertencente à família Cerambycidae.
A autoridade científica da subespécie é Pic, tendo sido descrita no ano de 1910.
Trata-se de uma subespécie presente no território português.